# Мэйпотер, Уильям
Уильям Рэйберт Мэйпотер-младший (англ. William Reibert Mapother, Jr., род. 17 апреля 1965, Луисвилл, Кентукки, США) — американский актёр. Самые известные картины, которые принесли актёру известность: «Миссия невыполнима 2», «Остаться в живых», «В спальне» и другие. Двоюродный брат Тома Круза (их отцы — братья).

## Биография
Уильям Мэйпотер родился 17 апреля 1965 года в городе Луисвилл, штат Кентукки. Уильям — сын Луизы и Уильяма Мэйпотера-старшего. Имеет двух сестёр — Кэтрин и Эми. С 1967 по 1970 годы отец Уильяма работал юристом и судьей в Луисвилле, он умер 22 июня 2006 года от рака легких. Уильям Мэйпотер окончил Нотр-Дамский Университет, а затем преподавал в Высшей школе в Восточном Лос-Анджелесе в течение трёх лет, прежде чем стать актёром. Является кузеном актёра Тома Круза.

## Карьера
Первый фильм, в котором снялся Уильям — «Рождённый четвёртого июля». Там он сыграл небольшую роль вьетнамского солдата. Самые известные работы актёра — фильмы: «Миссия невыполнима 2» (2000), «Проклятие» (2004), «Спроси у пыли» (2006) и «Башни-близнецы» (2006). Он играл эпизодические роли в телесериалах «Морская полиция: спецотдел», «C.S.I.: Майами», «Мыслить как преступник», «Побег» и другие. А с 2004 года играл Итана Рома в телесериале «Остаться в живых». Также снимался в сериалах «Касл» и «Менталист».

## Избранная фильмография
| Год       |    | Русское название                          | Оригинальное название         | Роль                   |
| --------- | -- | ----------------------------------------- | ----------------------------- | ---------------------- |
| 1989      | ф  | Рождённый четвёртого июля                 | Born on the Fourth of July    | вьетнамский солдат     |
| 1999      | ф  | Магнолия                                  | Magnolia                      | ассистент              |
| 2000      | ф  | Почти знаменит                            | Almost Famous                 | бармен                 |
| 2000      | ф  | Миссия невыполнима 2                      | Mission: Impossible II        | Уоллис                 |
| 2001      | ф  | В спальне                                 | In the Bedroom                | Ричард Страут          |
| 2001      | ф  | Пароль «Рыба-меч»                         | Swordfish                     | один из людей Гэбриела |
| 2002      | с  | C.S.I.: Место преступления Майами         | CSI: Miami                    | Пит Келлер             |
| 2002      | ф  | Особое мнение                             | Minority Report               | работник отеля         |
| 2004      | ф  | Проклятие                                 | The Grudge                    | Мэттью Уиллиамс        |
| 2004      | с  | C.S.I.: Место преступления                | CSI: Crime Scene Investigatio | Дуглас Сампсон         |
| 2004      | с  | Морская полиция: спецотдел                | NCIS                          | Кайл Грейсон           |
| 2005      | ф  | Короли Догтауна                           | Lords of Dogtown              | Донни                  |
| 2005      | ф  | Зодиак                                    | The Zodiac                    | Дэйл                   |
| 2006      | мс | Робоцып                                   | Robot Chicken                 | Элиен Булли (озвучка)  |
| 2006      | ф  | Спроси у пыли                             | Ask the Dust                  | Билл                   |
| 2006      | ф  | Башни-близнецы                            | World Trade Center            | Сержант Томас          |
| 2007      | ф  | Бегущий МакАллистер                       | Moving McAllister             | Боб                    |
| 2007      | ф  | Вива Лафлин                               | Viva Laughlin                 | Sweet Lenny Collins    |
| 2007—2008 | с  | Полиция Нового Орлеана                    | K-Ville                       | Gordon Wix             |
| 2008      | с  | Мыслить как преступник                    | Criminal Minds                | Ян Корбин              |
| 2009      | с  | Побег                                     | Prison Break                  | Крис Франко            |
| 2009      | ф  | Боль                                      | Hurt                          | Darryl Coltrane        |
| 2004—2010 | с  | Остаться в живых                          | Lost                          | Итан Ром               |
| 2010      | с  | Живая мишень                              | Human Target                  | Сэм Фишер              |
| 2011      | ф  | Другая земля                              | Another Earth                 | Джон Берроуз           |
| 2011      | ф  | Гражданин гангстер                        | Citizen Gangster              | детектив Дэвид Рис     |
| 2012—2013 | с  | Американская история ужасов: Психбольница | American Horror Story: Asylum | водитель               |
| 2012      | с  | Правосудие                                | Justified                     | Делрой                 |
| 2014      | ф  | Я — начало                                | I Origins                     | Дэррил Маккензи        |
| 2014—2015 | с  | Константин                                | Constantine                   | Джейкоб Шоу            |
| 2015      | ф  | Кибер                                     | Blackhat                      | Рич Донахью            |
| 2015      | ф  | Институт Аттикус                          | The Atticus Institut          | доктор Генри Вэст      |
| 2016      | ф  | Скажи мне, как я умру                     | Tell me how I die             | Доктор Джеремс         |
| 2011—2017 | с  | Гримм                                     | Grimm                         | Дуайт Элизар           |